# 劉枝萬
劉枝萬（1923年12月12日—2018年1月6日），是一位臺灣的民俗學學者。

## 生平
1923年，劉枝萬出生於埔里地區的一個地主家庭。後來，他曾就讀於埔里公學校（今埔里國小前身）。1937年，劉枝萬前往日本留學。1945年，在日本中央大學取得學士學位（一說預科畢業）後，劉枝萬進入早稻田大學文學部東洋史學科就讀，但在未完成學業的狀況下於1946年前後離校，並在返鄉後任教於臺中縣立埔里初級中學（今南投縣立埔里國中前身）。此後，受到日本民俗學家直江廣治影響，他開始投入於臺灣民間信仰及考古學領域的諸多研究，並以日本時代所遺留的調查資料為基礎，推動資料整理及實地研究(田野調查)，以建構臺灣民俗學學術研究基礎。
1953年，南投縣文獻委員會成立，他隨後開始擔任其委員，並從事於南投縣歷史的研究工作，完成《南投縣志稿》的《沿革志》、《革命志》、《教育志》、《風俗志》、《人物志》等篇章。1958年，他轉任於臺灣省文獻委員會，擔任其採集組長，並投入於宗教調查工作，展開其在民俗學領域的研究；當時，他曾發表〈臺灣省寺廟教堂(名稱主神地址)調查表〉等成果。1962年，他轉任臺灣省立博物館，從事於整理該館館藏臺灣相關資料。1965年，他轉入剛成立的中央研究院民族研究，隨後投入於中國民俗研究，並陸續發表《臺灣民間信仰論集》和《中國民間信仰論集》等論述作品。
1969年底，他以外國人研究員的身分前往東京大學東洋文化研究所進修一年；期間，他致力於鑽研日本文化與中國文化之間的互動關係，同時建立起其民俗學研究的理論基礎。此後，雖然受到戒嚴令等因素限制，他開始每年前往日本進行短期調查研究，以加深其與日本學術界的交流。1977年，他以論文《中國民間信仰研究》（出版時題目改為《中國道教の祭りと信仰》）向東京教育大學提出申請，並獲得頒予文學博士學位。此外，他也持續致力於提攜許多後進研究者。
另外，他也關注於比較民俗學的研究，將臺灣與日本的海洋性民間信仰進行對比，分析媽祖信仰、保佑漁獲豐收的神明及跳海淨港、船祭等祭典儀式，甚至考察對於漂流屍體的崇拜。
2011年，他將畢生收藏捐贈與中研院及慈濟大學圖書館。

## 代表著作
- 《臺北市松山祈安建醮祭典》
- 《中國民間信仰論集》
- 《臺灣民間信仰論集》
- 《中国道教の祭りと信仰》
- 《台湾の道教と民間信仰》
- 《臺灣埔里鄉土志稿》[6]

## 榮譽

### 外国勋章奖章
- 旭日小绶章（日本，2015年4月29日公布[15]，2015年6月28日于台北颁发[7]）

## 語錄
- 「前人做過的事，後人若想接續，即表示前人的努力有了回應。」[4]

## 評論
- 江燦騰曾認為劉枝萬為其部分研究下結論時因「脫離基本材料」而產生巨大誤差。[16]

## 外部連結
- 劉枝萬 - 中研院民族所 - 中央研究院 （页面存档备份，存于）
- 劉枝萬 - 東洋学文献類目検索 [第 7.4 α版] （页面存档备份，存于）
- 劉枝萬教授演講：台灣漢人宗教研究的田野經驗回顧 - YouTube （页面存档备份，存于）